# Буча, Пол Уильям
Пол Уильям Буча (англ. Paul William Bucha; 1 августа 1943, Вашингтон — 31 июля 2024, Уэст-Хейвен) — ветеран Вьетнамской войны, удостоился медали Почёта. Советник кандидата в президенты Барака Обамы по международной политике на президентских выборах 2008 года.
Родился 1 августа 1943 года в г. Вашингтон. Его дед по отцу эмигрировал в США из хорватского города Нашице. В 1961 году Буча окончил хай-скул Ладу Нортон Уоткинс. В ходе учёбы Буча выступал по плаванию за ассоциацию all-American и по выпуске из школы получил предложения о стипендии от нескольких университетов, но отверг их и поступил в военную академию в Уэст-Пойнте. По окончании академии он получил степень магистра по управлению бизнесом в Стэнфордском университете. После этого он приступил к военной службе на базе армии Форт-Кэмпбелл.
В 1967 году Буча в звании капитана на посту командира роты D третьего батальона 187-го пехотного полка был отправлен во Вьетнам. 16 марта 1968 года Буча с отрядом своей роты из 89 человек высадился с вертолётов к юго-западу от Фыоквинь провинции Биньзыонг. Предполагалось, что в районе находится северовьетнамский форпост, отряд Бучи получил задачу найти вражеские войска и вступить с ними в бой. В течение двух дней рота D при зачистке северовьетнамских позиций встречала только слабое сопротивление. Однако в полдень 18 марта передовая группа роты из 12 человек наткнулась на полноценный батальон НВА (армии Северного Вьетнама), разбивший лагерь на ночь. Передовой отряд попал под плотный обстрел и оказался прижатым к земле. Буча дополз до них и уничтожил северовьетнамский бункер. Он вернулся к периметру роты и приказал отойти к более пригодной для обороны позиции. В течение ночи он воодушевлял людей, разносил боеприпасы и организовывал артиллерийский огонь и обстрел с вертолётов.
В один из моментов боя он вышел с фонариками на открытое место, чтобы навести вертолёты, доставившие необходимые грузы и также предназначенные для эвакуации раненых. На следующее утро после отхода северовьетнамских сил Буча возглавил отряд, чтобы вызволить солдат, отрезанных от роты.
По завершении пребывания во Вьетнаме в апреле 1970 года Буча вернулся в США и преподавал политологию в Академии Уэст-Пойнт. В это время он узнал, что будет награждён медалью Почёта за свои действия в битве при Фыоквинь. 14 мая 1970 года президент США Ричард Никсон вручил Буче медаль Почёта.

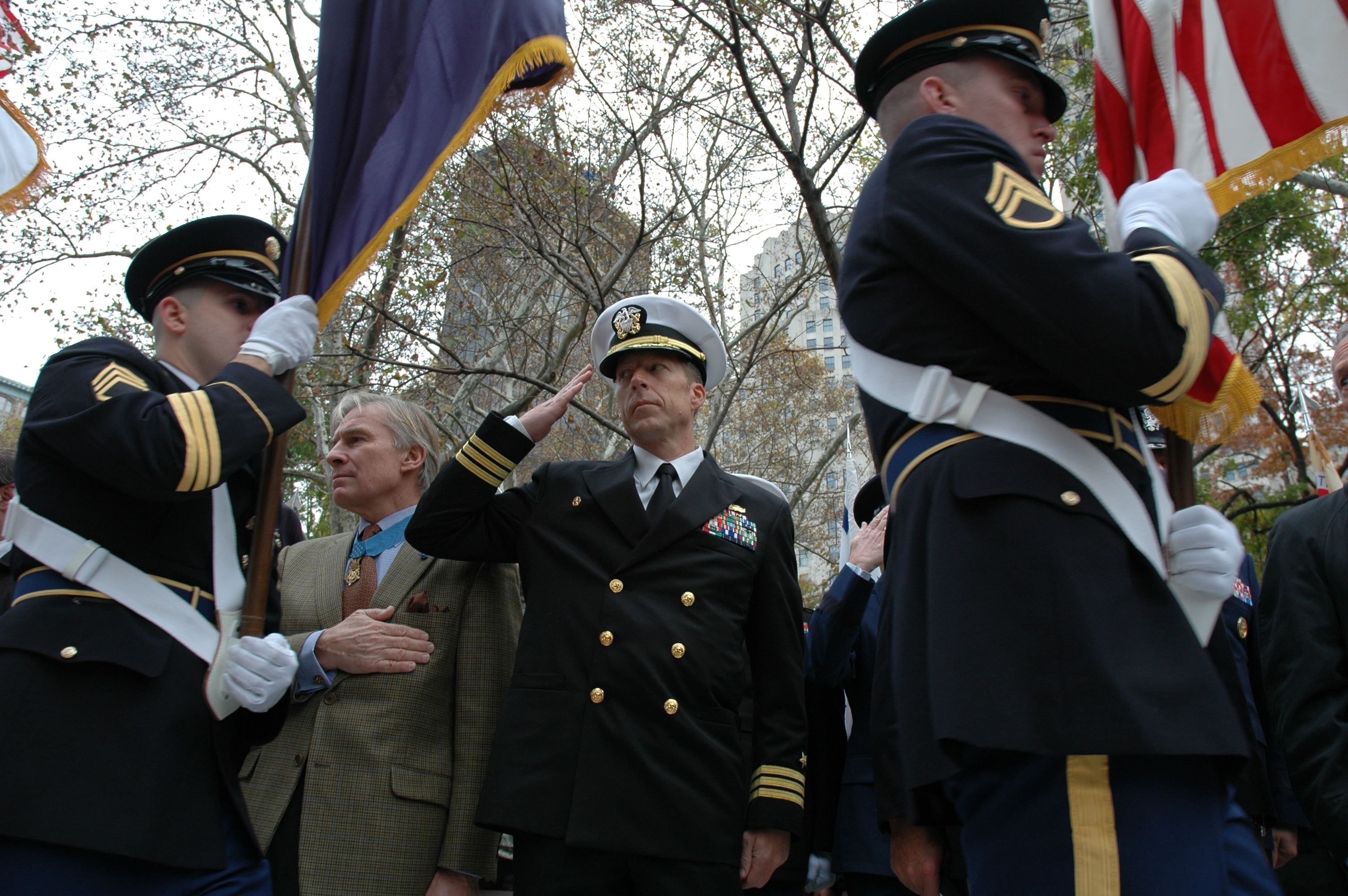
Буча (второй слева) на параде в честь Дня ветеранов, Нью-Йорк, 2009 год

В 1972 году Буча ушёл в отставку из армии США. Он работал начальником оперативного отдела компании Росса Перо Electronic Data Systems (EDS) в Иране. Когда несколько служащих компании были задержаны в ходе Исламской революции 1979 года, Буча участвовал в действиях по их освобождению. Затем он организовал свою компанию, которая искала американских партнёров для иностранных инвесторов. Он организовал совместное предприятие с французским застройщиком и начал с ним строительство в г. Порт-Либерте, штат Нью-Джерси. Позднее Буча занимал пост председателя правления корпорации Wheeling-Pittsburgh Steel а также был председателем Почётного общества Медали Почёта Конгресса США. Он был членом совета директоров ряда организаций и компаний, включая Veterans Advantage, некоммерческую компанию, которая создаёт эксклюзивные льготы и скидки для военного сообщества. Он был членом консультативного совета этой компании с момента её основания Лином и Скоттом Хиггинсами в 2000 году.
Буча также проявлял активность в политике, участвовал в президентской кампании Барака Обамы 2008 года. В 1993 году Буча был кандидатом на пост депутата от республиканцев в Палату представителей США, но неудачно.
Буча являлся почётным членом командорства американского ордена участников зарубежных войн. Буча со своей женой Синтией проживал в г. Риджфилд, штат Коннектикут, у них четверо детей.
Буча скончался в Уэст-Хейвене, штат Коннектикут, 31 июля 2024 года, за день до своего 81-го дня рождения.